# Suriname op de Olympische Zomerspelen 1992
Suriname nam deel aan de Olympische Zomerspelen 1992 in Barcelona (Spanje). Het was de zevende deelname aan de Zomerspelen.
Van de zes Surinaamse deelnemers waren er twee die debuteerden, Enrico Linscheer en zijn oudere broer Giovanni Linscheer die in maart 2000 bij een verkeersongeluk om het leven kwam. Voor Anthony Nesty was het zijn derde deelname en voor Tommy Asinga, Realdo Jessurun en Letitia Vriesde was het hun tweede deelname.
Net als in 1988 werd er een medaille binnengehaald, in 1988 een gouden, deze editie een bronzen medaille. Ook dit keer was het de zwemmer Anthony Nesty die op het onderdeel 100 meter vlinderslag de medaille behaalde.

## Medailleoverzicht
| Sport   | Olympiër      | Discipline       | Medaille |
| ------- | ------------- | ---------------- | -------- |
| Zwemmen | Anthony Nesty | 100m vlinder (m) | Brons    |

## Deelnemers & Resultaten
(m) = mannen, (v) = vrouwen 
| Sport      | Olympiër (deelname)    | Discipline       | Resultaat | Prestatie                               |
| ---------- | ---------------------- | ---------------- | --------- | --------------------------------------- |
| Atletiek   | Tommy Asinga (2)       | 800m (m)         | HF        | series : 1.47,23 HF : 1.46,78           |
| Atletiek   | Letitia Vriesde (2)    | 800m (v)         | HF        | series : 1.59,93 min. HF : 1.58,28 min. |
| Atletiek   | Letitia Vriesde (2)    | 1500m (v)        | HF        | series : 4.10,63 HF : 4.09,64           |
| Wielrennen | Realdo Jessurun (2)    | wegrace (m)      | 145e      |                                         |
| Zwemmen    | Enrico Linscheer (1)   | 50m vrij (m)     | series    | series : 23,74                          |
| Zwemmen    | Enrico Linscheer (1)   | 100m vrij (m)    | series    | series : 52,94                          |
| Zwemmen    | Giovanni Linscheer (1) | 100m vrij (m)    | series    | series : 51,82                          |
| Zwemmen    | Giovanni Linscheer (1) | 100m vlinder (m) | series    | series : 56,20                          |
| Zwemmen    | Anthony Nesty (3)      | 100m vlinder (m) | Brons     | series : 53,89 sec. finale : 53,41 sec. |

Albanië · Algerije · Amerikaanse Maagdeneilanden · Amerikaans-Samoa · Andorra · Angola · Antigua en Barbuda · Argentinië · Aruba · Australië · Bahama's · Bahrein · Bangladesh · Barbados · België · Belize · Benin · Bermuda · Bhutan · Bolivia · Bosnië en Herzegovina · Botswana · Brazilië · Britse Maagdeneilanden · Bulgarije · Burkina Faso · Canada · Centraal-Afrikaanse Republiek · Chili · China · Chinees Taipei · Colombia · Congo-Brazzaville · Cookeilanden · Costa Rica · Cuba · Cyprus · Denemarken · Djibouti · Dominicaanse Republiek · Duitsland · Ecuador · Egypte · El Salvador · Equatoriaal-Guinea · Estland · Ethiopië · Fiji · Filipijnen · Finland · Frankrijk · Gabon · Gambia · Gezamenlijk team · Ghana · Grenada · Griekenland · Groot-Brittannië · Guam · Guatemala · Guinee · Guyana · Haïti · Honduras · Hongarije · Hongkong · Ierland · IJsland · India · Indonesië · Irak · Iran · Israël · Italië · Ivoorkust · Jamaica · Japan · Jemen · Jordanië · Kaaimaneilanden · Kameroen · Kenia · Koeweit · Kroatië · Laos · Lesotho · Letland · Libanon · Libië · Liechtenstein · Litouwen · Luxemburg · Madagaskar · Malawi · Malediven · Maleisië · Mali · Malta · Marokko · Mauritanië · Mauritius · Mexico · Monaco · Mongolië · Mozambique · Myanmar · Namibië · Nederland · Nederlandse Antillen · Nepal · Nicaragua · Nieuw-Zeeland · Niger · Nigeria · Noord-Korea · Noorwegen · Oeganda · Oman · Oostenrijk · Pakistan · Panama · Papoea-Nieuw-Guinea · Paraguay · Peru · Polen · Portugal · Puerto Rico · Qatar · Roemenië · Rwanda · Saint Vincent‑Grenadines · Salomonseilanden · Samoa · San Marino · Saoedi-Arabië · Senegal · Seychellen · Sierra Leone · Singapore · Slovenië · Soedan · Spanje · Sri Lanka · Suriname · Swaziland · Syrië · Tanzania · Thailand · Togo · Tonga · Trinidad en Tobago · Tsjaad · Tsjecho-Slowakije · Tunesië · Turkije · Uruguay · Vanuatu · Venezuela · Verenigde Arabische Emiraten · Verenigde Staten · Vietnam · Zaïre · Zambia · Zimbabwe · Zuid-Afrika · Zuid-Korea · Zweden · Zwitserland · Onafhankelijke olympische deelnemers